# Diocesi di Tagarata
La diocesi di Tagarata (in latino Dioecesis Tagaratensis) è una sede soppressa e sede titolare della Chiesa cattolica.

## Storia
Tagarata, forse identificabile con le rovine di Tel-El-Caid, Aïn-Tlit nell'odierna Tunisia, è un'antica sede episcopale della provincia romana dell'Africa Proconsolare, suffraganea dell'arcidiocesi di Cartagine.
Sono tre i vescovi documentati di questa diocesi africana. Alla conferenza di Cartagine del 411, che vide riuniti assieme i vescovi cattolici e donatisti dell'Africa romana, presero parte il cattolico Lucio e il donatista Quinto. Onorato intervenne al sinodo riunito a Cartagine dal re vandalo Unerico nel 484, in seguito al quale venne esiliato.
Dal 1989 Tagarata è annoverata tra le sedi vescovili titolari della Chiesa cattolica; la sede è vacante dal 2 febbraio 2025.

## Cronotassi

### Vescovi
- Lucio † (menzionato nel 411)
  - Quinto † (menzionato nel 411) (vescovo donatista)
- Onorato † (menzionato nel 484)

### Vescovi titolari
- József Ijjas † (15 settembre 1964 - 10 gennaio 1969 nominato arcivescovo di Kalocsa)
- Antonio José González Zumárraga † (17 maggio 1969 - 30 gennaio 1978 nominato vescovo di Machala)
- Héctor Gabino Romero † (26 maggio 1978 - 7 gennaio 1984 nominato vescovo di Rafaela)
- Jan Bagiński † (8 luglio 1985 - 19 maggio 2019 deceduto)
- Midyphil Bermejo Billones (16 luglio 2019 - 2 febbraio 2025 nominato arcivescovo di Jaro)